# Kylie Cosmetics
Kylie Cosmetics, LLC — американська косметична компанія, заснована Кайлі Дженнер. 30 листопада 2015 року компанія, яка тоді називалась Kylie Lip Kits, розпочала продаж рідкої помади та бальзаму для губ і була перейменована в Kylie Cosmetics. На 2019 рік масштаби компанії складають 900 мільйонів доларів.

## Історія
У 2014 році Кайлі Дженнер та її мати Кріс Дженнер заснували компанію та стали партнерами з Seed Beauty, співзасновником якої є брат і сестра — Джон та Лора Нельсони. Перші продукти компанії Kylie Lip Kits — рідка губна помада та олівець для губ, були створені 30 листопада 2015 р. Також перші 15000 наборів для губ були виготовлені компанією Seed Beauty та фінансовані вартістю 250 000 доларів США. Компанія була перейменована на Кайлі Косметика в лютому 2016 року і виробництво було збільшено до 500 000 одиниць. До кінця 2016 року загальний дохід компанії склав понад 300 мільйонів доларів. Кайлі Дженнер описала своє рішення використати свою невпевненість щодо розміру губ як натхнення для свого бренду. Вона сказала, що це «одна з найбільш автентичних речей, які я робила у своїй кар'єрі».

## Співпраця та колекції
Кайлі Дженнер співпрацювала з кількома іншими відомими особистостями над колекціями для Kylie Cosmetics. Деякі відомі співробітництва включають Кім Кардашьян Вест, Хлою Кардашьян та Кортні Кардашян. У листопаді 2016 року Кайлі оголосила про першу співпрацю Kylie Cosmetics з Koko X Kylie у об'єднанні з своєю сестрою Хлоєю Кардашян.
У квітні 2017 року Дженнер оголосила про співпрацю зі своєю зведеною сестрою Кім Кардашьян-Уэст, яку назвали KKW X Kylie. Kylie Cosmetics співпрацювали з Кім Кардаш'ян-Вест незабаром після виходу KKW.
У травні 2017 року було оголошено, що Koko X Kylie повернеться для участі у другій частині співпраці зведених сестер. У pop-up події, що тривала цілий місяць у листопаді 2017 року, сім магазинів TopShop у США представляли продукцію Kylie Cosmetics. У листопаді 2018 року Kylie Cosmetics почала представляти свою продукцію в Ulta. Багато хто приписує успіх бренду косметично зміненим губам Дженнер.
У квітні 2018 року Дженнер оголосила про співпрацю Kylie Cosmetics зі своєю найстаршою зведеною сестрою Кортні Кардашян.
9 травня 2018 року Кайлі та Кріс Дженнер оголосили про свою співпрацю під назвою Kris Kollection через особистий Instagram Кайлі. «Mini Lip Set» у колекції Kris Kollection, до складу якого входять вісім міні-рідких помад, влучно названий «Momager», це назва, яку Кріс Дженнер особисто взяла на себе та спробувала створити торгову марку. На додаток до набору для губ «Momager» Kris Kollection включає блиски для губ та палітру для хайлайтера/рум'ян з чотирма рефілами, що викликає багато суперечок в Інтернеті як з хорошими, так і з поганими відгуками. Колекція була випущена вчасно до Дня матері.
14 вересня 2018 року Кайлі оголосила про свій новий випуск колекції Jordyn X Kylie на честь багаторічної дружби з Джордін Вудс. Кайлі видалила продукти з цієї колекції після розпаду їхньої дружби зі скандалом Трістаном Томпсоном і Джордін.
9 червня 2019 року Кайлі закликає оголосити про співпрацю зі своєю сестрою Хлое Кардашян.
У 2019 році Кайлі оголосила про співпрацю з Олівером Рустінгом, творчим директором Balmain у колекції Kylie X Balmain. Співпраця розпочалася 27 вересня того ж року.
26 червня 2020 року Kylie Cosmetics анонсували про свою співпрацю під назвою «Kendall By Kylie Cosmetics». Її створили Кайлі Дженнер та її сестра Кендалл Дженнер. Вона був розпродана протягом 24 годин. Кендалл — остання сестра Кардашьян — Дженнер, яка співпрацювала з Кайлі.

## Колекції без колаборації
У лютому 2018 року Дженнер випустила першу колективну колекцію Kylie Cosmetics: «Weather». Дженнер пояснила, що колекція — це ода для її доньки Стормі, яка надихнула на колекцію і народилася раніше цього місяця.
У серпні 2019 року Дженнер випустила свою колекцію на день народження. Ця колекція присвячена її 22-му дню народження і включає набори для губ, піддон для тіней, праймер для обличчя, матові помади, рідкі хайлайтери, підводку для очей та багато інших продуктів. Ця колекція містить упаковки на грошову тематику. Дженнер взяла частину свого заробітку з колекції свого дня народження і співпрацювала з Еллен Дедженерес, щоб розіграти понад 1 мільйон доларів. 750 000 доларів отримала група жінок у Флориді, які мають некомерційну організацію за назвою Nest Of Love.
У лютому 2020 року Кайлі запускає колекцію «Stormi» на честь другого дня народження своєї доньки. Цей запуск включав у себе такі косметичні засоби, як палітри тіней для повік, набори для губ та рум'яна. Запуск був успішним та продукцію швидко продали.

### Pop-up локації
Кайлі відома тим, що з'являється у магазинах, розташованих у Topshop, де вона зустрічається і вітається з шанувальниками. Локації знаходяться в Чикаго, штат Іллінойс; Лос -Анджелес, Каліфорнія; Нью-Йорк; Лас -Вегас, Невада; Хьюстон, Техас; Атланта, Джорджія; Маямі, Флорида.

### Партнерство
У грудні 2015 року мати Кайлі, Кріс Дженнер, співпрацювала з компанією з канадською платформою електронної комерції Shopify, щоб задіяти до продажу більше людей (outsource).

### Упаковка
У травні 2016 року Kylie Cosmetics змінила упаковку своїх наборів для губ через скарги на крадіжку. Через легко впізнавану упаковку та високий попит на товар на той час деякі клієнти отримали порожні коробки після того, як їхні товари були викрадені в процесі розсилки. Оригінальна коробка Kylie Lip Kit була чорною з білим блиском для губ. Щоб вирішити проблему крадіжки, коробки були змінені на базовий чорний, а впізнаваний дизайн бальзаму для губ був переміщений у внутрішню частину коробки.

### У випуску колекції
Kourt X Kylie у квітні 2018 року Kylie Cosmetics включили палітри тіней для повік з абсолютно новою пластиковою упаковкою, а не традиційною з картону.